# Stary Oleksów
Stary Oleksów (dawn. Oleksów Stary) – część wsi Oleksów w Polsce położona w województwie mazowieckim, w powiecie kozienickim, w gminie Gniewoszów. Stanowi północną część wsi.
Dawniej samodzielna wieś i gromada w gminie Sarnów. W latach 1954–1972 wieś należała do gromady Gniewoszów. W latach 1975–1998 miejscowość administracyjnie należała do województwa radomskiego.